# コンデ＝シュル＝レスコー
コンデ＝シュル＝レスコー （Condé-sur-l'Escaut）は、フランス、オー＝ド＝フランス地域圏、ノール県のコミューン。

## 地理
ヴァランシエンヌの北東12kmに位置する。リールとは51km、ベルギーの首都ブリュッセルとは90km、パリとは239km離れている。コミューン面積の北側はベルギー国境と接している。エーヌ川とエスコー川（スヘルデ川のフランス語名）の合流地点にある。

## 由来
Condéとは『合流地点』を意味するケルト語Condat(e)からきている。地名はガロ＝ローマ時代にCondatumとラテン語化され、その後14世紀にCondeとなった。
フランス革命時代、当局の要請および革命暦2年ヴァンデミエール25日（1793年10月16日）のデクレにより、フランスの多くのコミューンと同様に封建的または宗教的な意味合いを持つ地名Condéはノール＝リーブル（Nord-Libre）とされ、1818年10月8日のデクレまでその名であった。
現在のコンデ＝シュル＝レスコーとなったのは1886年である。
フラマン語ではKonde a/d Scheldeとなる。

## 歴史
ケルト時代のコンデ＝シュル＝レスコーはガリア・ベルギカに属し、この地に定住したのはネルウィイ族、その後軍の駐屯地を設置したローマ人であった。
民族移動時代にフランク族が定住し、7世紀、この地域に聖ヴァズノンがキリスト教を伝えた。聖ヴァズノンは教区教会の守護聖人となっている。教会参事会はすぐそばにあり、コンデ修道院の後援のもとにあった。封建的な権力を持つ人物を提供するこの教会参事会の起源は、考古学的発掘によって証明されるように、メロヴィング朝時代にさかのぼる。2世紀後、ヴァイキングは855年に初めて姿を現し、880年代に一時的に定住した。シグフレードとゴドフレートの2人の首領たちの指揮下でエスコー川を上り、彼らは要塞を占領して、要塞の萌芽ともいえる、塹壕をめぐらした駐屯地をつくった。885年に彼らは追い払われたが、889年に決定的に追放されるまで彼らは姿を現した。
この町を手に入れようと勢力が争い、1477年フランス王ルイ11世軍、そしてジャック・ファン・アルトフェルト率いるフランドル軍に交互に占領された。
コンデ領主ジャン・ド・ラ・アマイドは1415年のアジャンクールの戦いで戦死している。
1654年、スペイン人たちが近代化の時代を始め、これは1655年にフランス軍に占領されて中断したが、翌年にスペイン支配が復活した。スペイン人たちは道を舗装し、高度な防御能力を構築した。4か所の強力な稜堡によって彼らは北西の前線を防御した。1676年、ルイ14世軍が町を包囲し、1678年のナイメーヘンの和約によってフランスに併合された。
ザクセン＝コーブルク＝ザールフェルト公フランツ率いるオーストリア軍が、92日間の封鎖の後、町を占領した（1793年7月10日）。町がオーストリア軍から解放されたのは、1794年9月3日、シェレール将軍（fr）によってである。ナポレオンの帝政が崩壊した1815年、町は同盟国の手に落ちた。3年後の1818年まで、同盟国軍は去らなかった。
1878年、テシェン公フリードリヒはエルミタージュ城館においてイザベラ・フォン・クロイと結婚した。
1901年、コンデ＝シュル＝レスコーは、軍事拠点としての称号を失った。国が1923年に要塞の解体を許可した。
第一次世界大戦前夜の1914年7月、反戦集会がフランス、ベルギー、ドイツの社会主義政党の代表者たちを集めて開催された。ドイツ代表の1人はカール・リープクネヒトであった · 。
第二次世界大戦中、町は1940年から1944年までドイツに占領され、炭鉱とその労働者たちを搾取した。最終的に閉鎖される1989年までルドゥー炭鉱で石炭が採掘され、男性の主たる雇用源となっていた。この場所は1991年に破棄された。

## 人口統計
2016年時点のコミューンの人口は9680人で、2011年当時の人口より0.91%減少した
| 1962年 | 1968年 | 1975年 | 1982年 | 1990年 | 1999年 | 2010年 | 2016年 |
| ------ | ------ | ------ | ------ | ------ | ------ | ------ | ------ |
| 14066  | 13607  | 13994  | 13671  | 11289  | 10527  | 9731   | 9680   |

参照元:1962年から1999年までは複数コミューンに住所登録をする者の重複分を除いたもの。それ以降は当該コミューンの人口統計によるもの。1999年までEHESS/Cassini、2006年以降INSEE

## 史跡

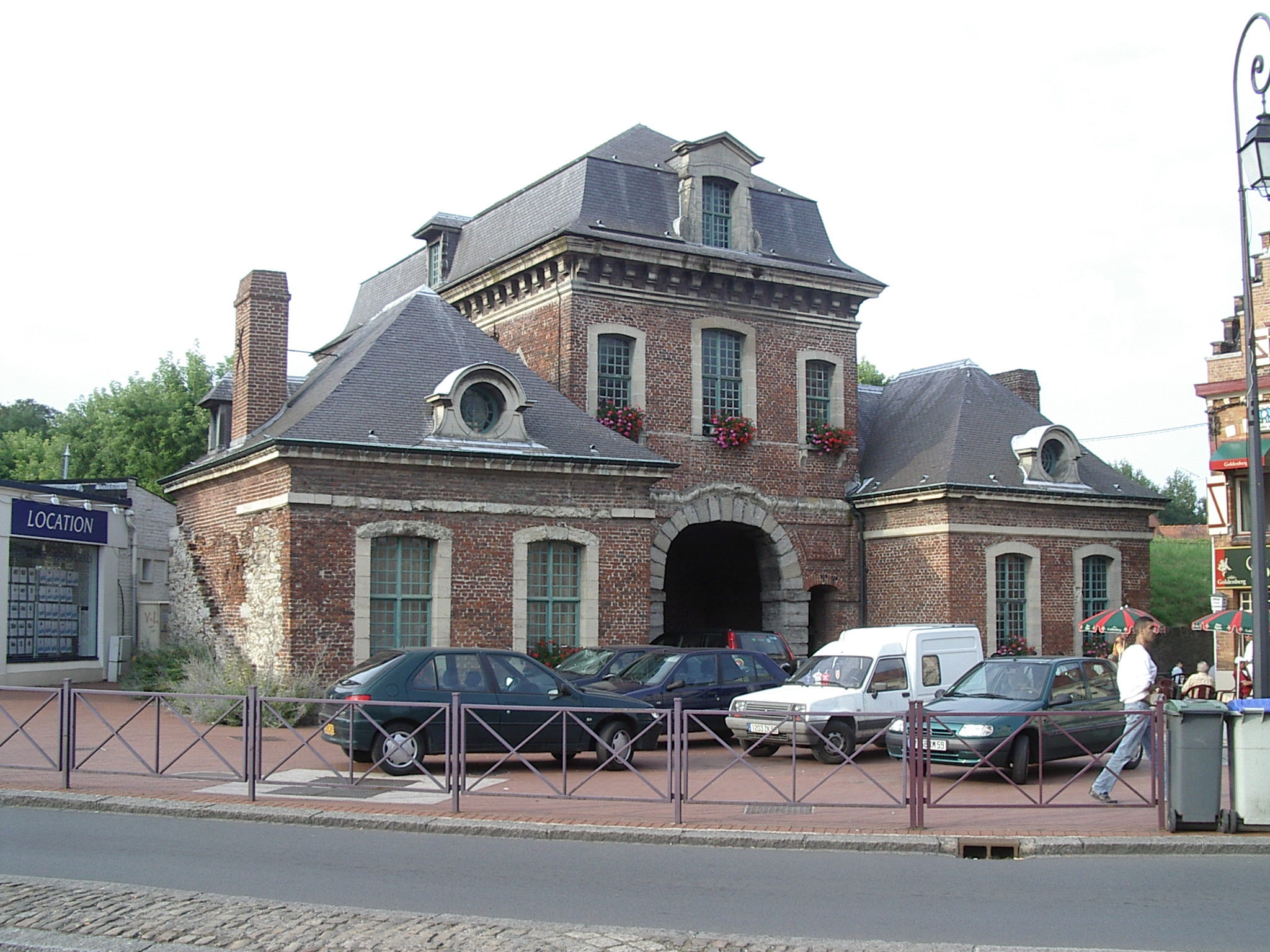
ヴァントゥルヌー門 (17世紀)
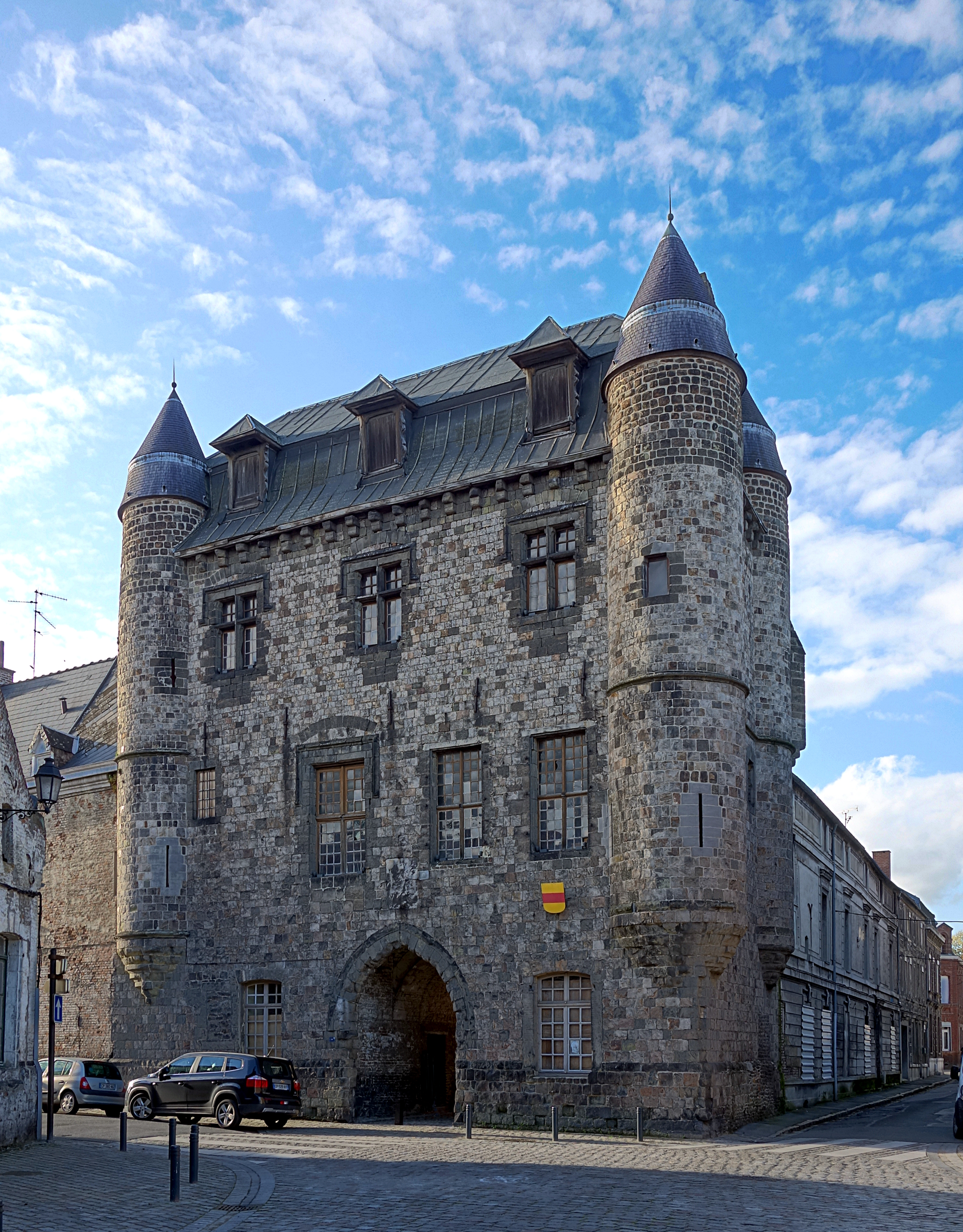
バイユール城館 (1411年)
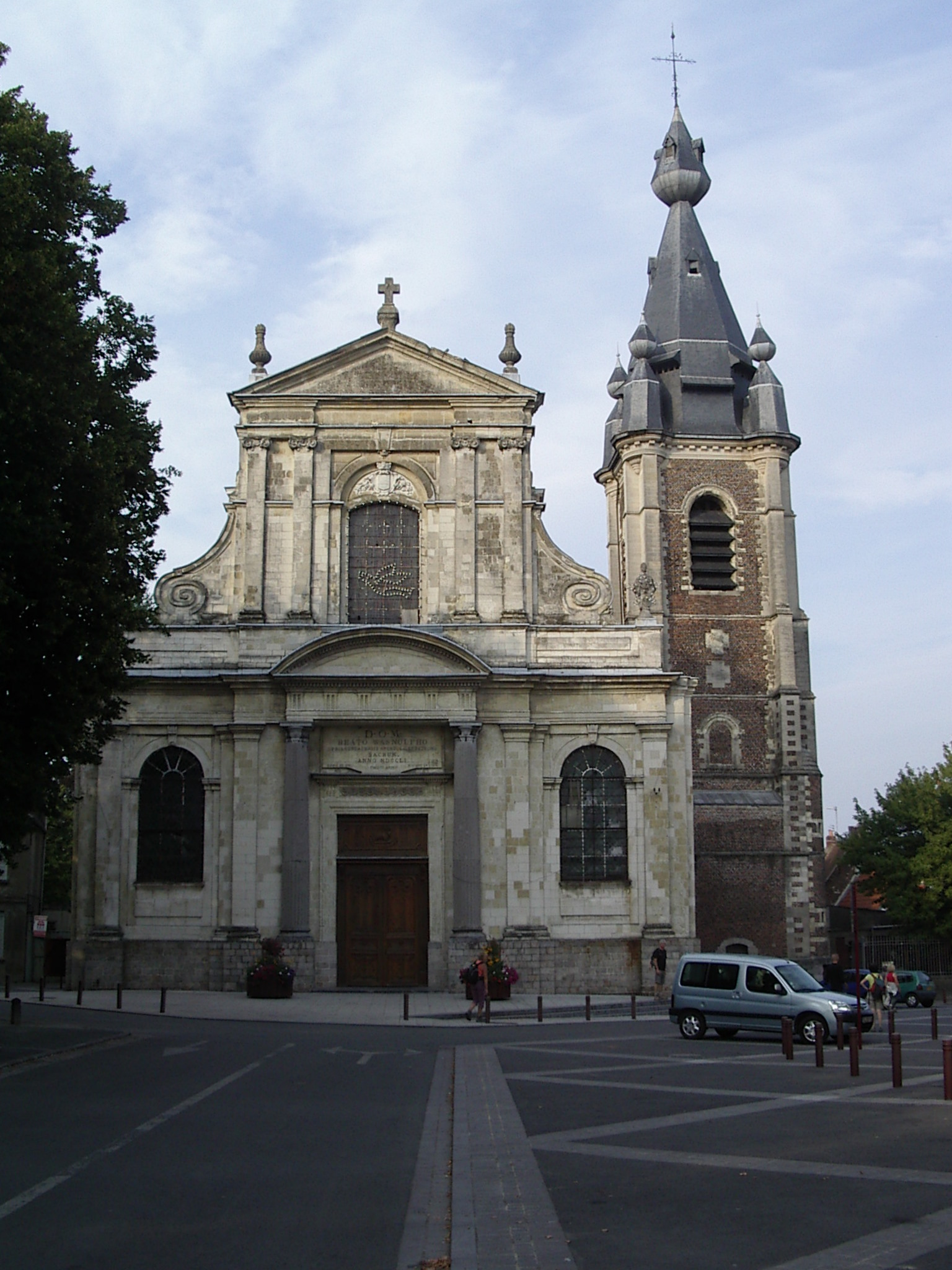
サン・ヴァズノン教会(1751年)とその鐘楼(1607年)
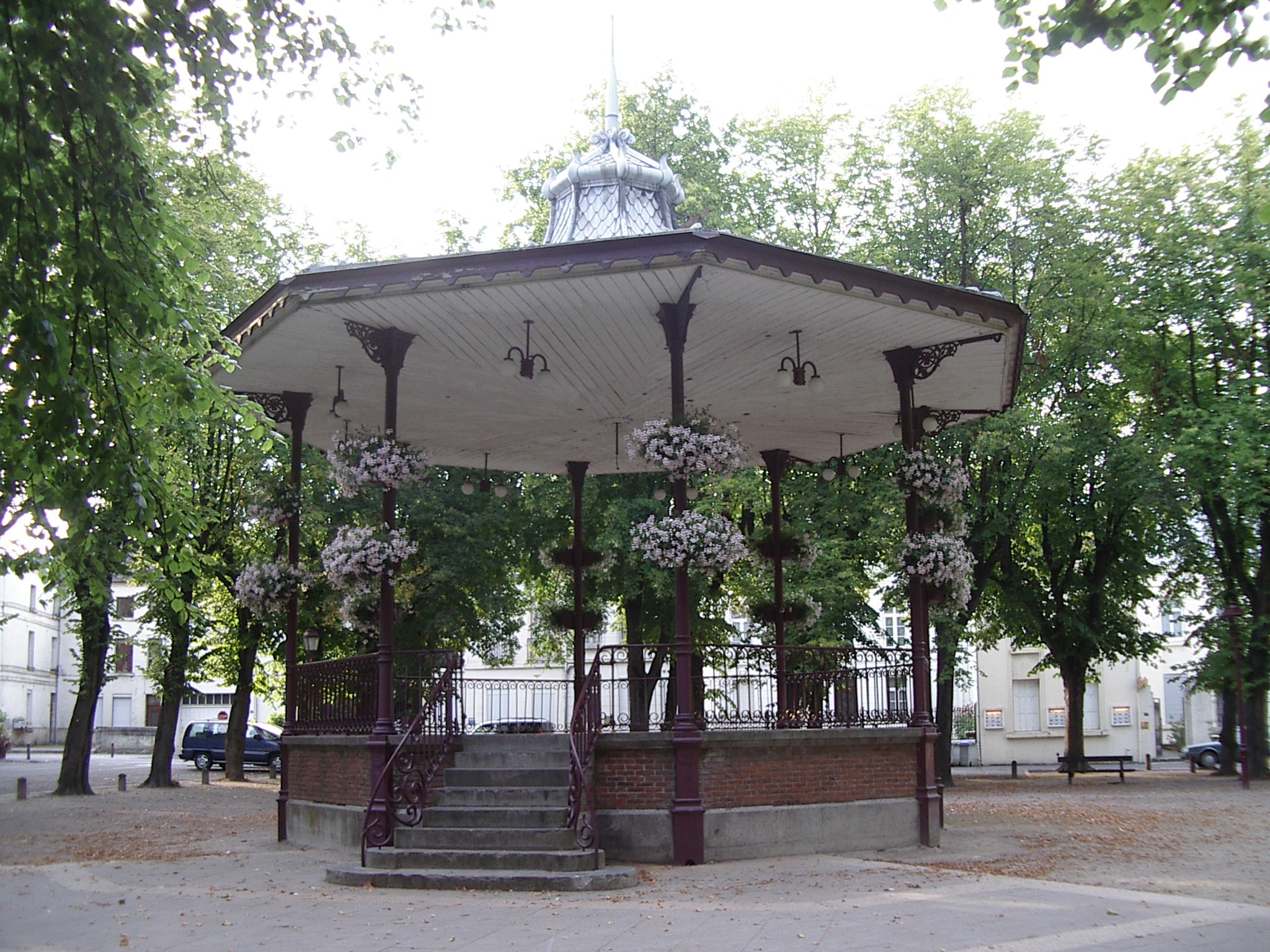
野外音楽堂
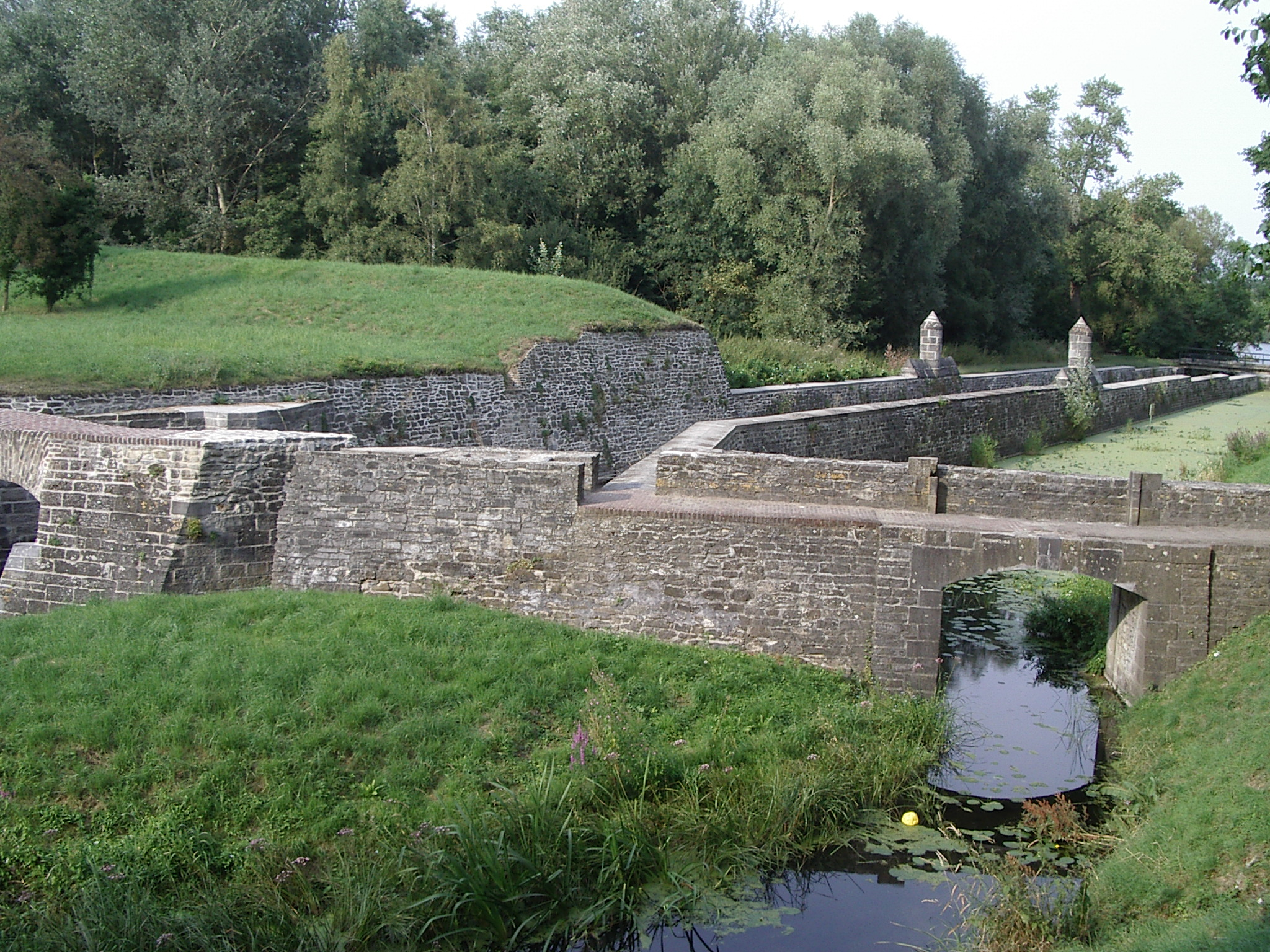
城壁
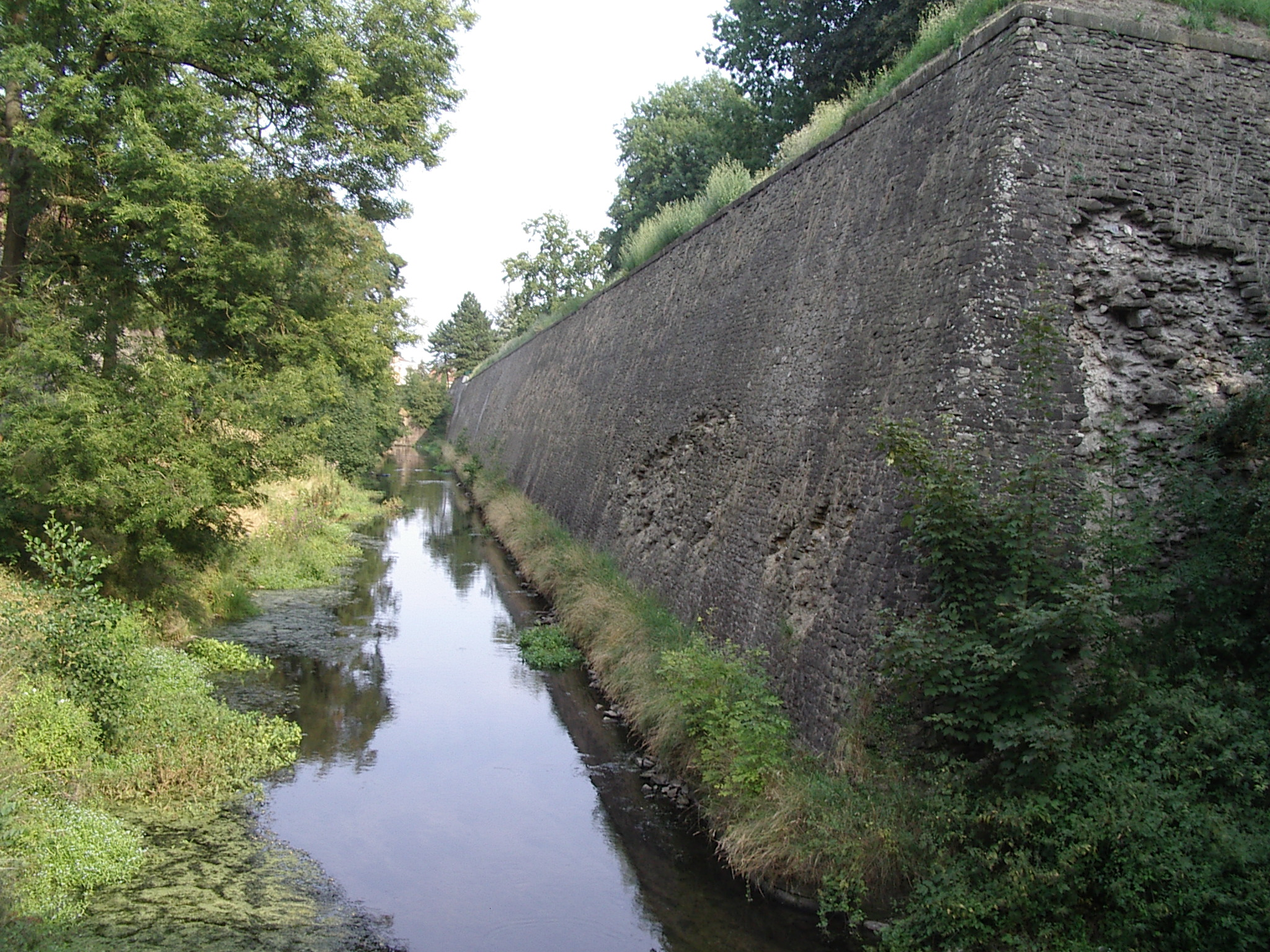
城壁
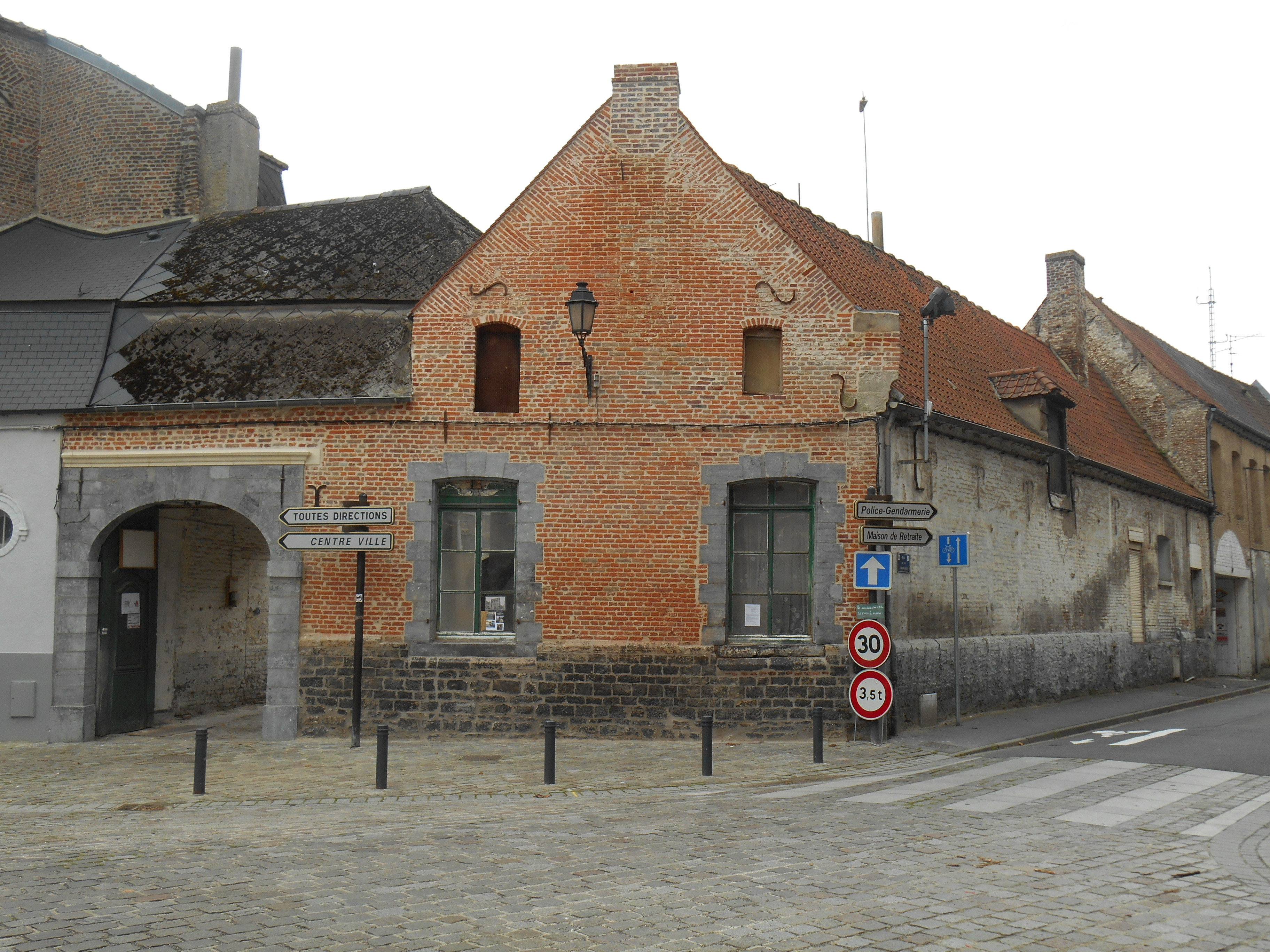
Relais de poste

## 姉妹都市
- カレニョン、ベルギー
- ベジグハイム、ドイツ
- バータセーク、ハンガリー
- ニュートン・アボット、イギリス
- アイ、フランス